# Naklo (gmina Naklo)
Naklo – wieś w Słowenii, siedziba gminy Naklo. W 2018 r. liczyła 1818 mieszkańców.